# 1-2-3.tv

Logo stacji 1-2-3.tv

1-2-3.tv to niemiecki kanał pokazujący głównie telezakupy (odpowiednik Mango 24). Program powstał w 2004 roku, nadaje 24 godziny na dobę. Nadaje na satelicie (Astra 19,2° Wschód). 1-2-3.tv wchodzi w skład grupy PRO 7.